# (2836) Соболев
(2836) Соболев (лат. Sobolev) — типичный астероид главного пояса, открыт 22 декабря 1978 года советским астрономом Николаем Черных в Крымской астрофизической обсерватории и 17 февраля 1984 года назван в честь советского и российского астронома Виктора Соболева.

## Обнаружение и именование
(2836) Соболев
Открыт 22 декабря 1978 года в Научном Н. С. Черных.
Назван в честь академика, профессора Ленинградского университета и выдающегося астрофизика-теоретика Виктора Викторовича Соболева — одного из основоположников современной теории переноса излучения в звёздных атмосферах, автора фундаментальных работ по теории звёздных спектров.
Оригинальный текст (англ.)2836 Sobolev
Discovered 1978-12-22 by Chernykh, N. at Nauchnyj.
Named in honor of Academician Viktor Viktorovich Sobolev, professor at Leningrad University, distinguished theoretical astrophysicist, one of the founders of the modern theory of radiative transfer in stellar atmospheres, author of fundamental works on the theory of stellar spectra.
Источники: DISCOVERY.DB; M.P.C. 8543.

## Орбита

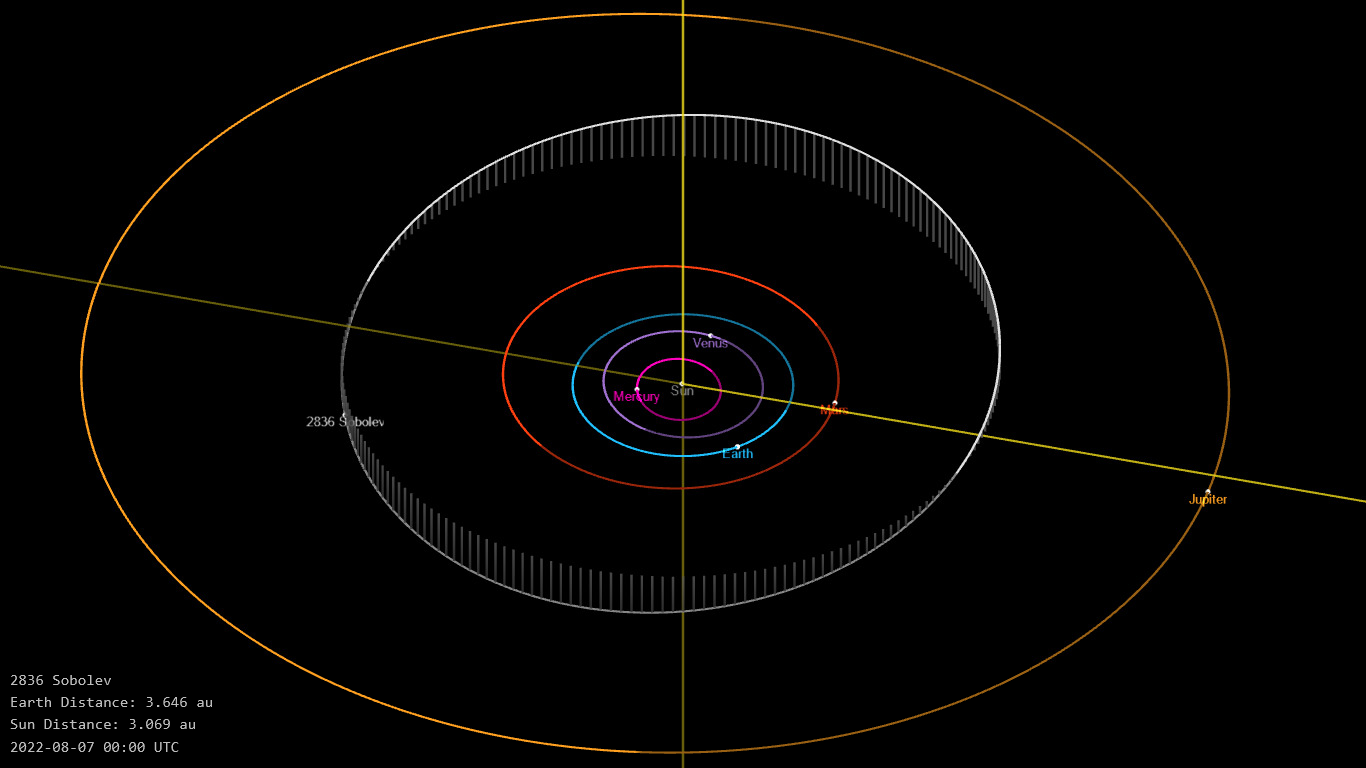
Орбита астероида Соболев и его положение в Солнечной системе

## Физические характеристики
Астероид относится к таксономическому классу K.
По результатам наблюдений в видимом и ближнем инфракрасном диапазоне космического телескопа NEOWISE и наблюдений в инфракрасном диапазоне спутника Akari диаметр астероида сначала оценивался равным 18,445±0,242 км, позже — 20,44±0,63 км, 21,04±1,46 км, 18,596±0,224 км. Согласно тем же источникам альбедо оценивается как 0,1434±0,0245, 0,117±0,008, 0,110±0,027 и 0,141±0,012.